# Moritz Deutsch (Chasan)
Moritz Deutsch (* 16. Dezember 1818 in Nikolsburg (Südmähren); † 27. Februar 1892 in Breslau) war ein deutscher Chasan (Kantor) und Sakralmusiker, der sich um die Hebung des jüdischen Ritualgesanges verdient gemacht hat.
Moritz Deutsch studierte am Wiener Konservatorium Musik und bei Salomon Sulzer Synagogenmusik. 1842 erhielt er eine Stelle als zweiter Kantor am Stadttempel in Wien. Von 1844 bis zu seinem Tode war er Kantor der Synagoge in Breslau. Er gründete auch eine Kantorenschule und verfasste u. a. „Breslauer Synagogengesänge“ und „Vorbeterschule“.
Moritz Deutsch war der Vater des Großindustriellen Felix Deutsch.